# Shropham
Shropham is een civil parish in het bestuurlijke gebied Breckland, in het Engelse graafschap Norfolk met 405 inwoners.